# FC Roestavi
FC Roestavi (Georgisch: მეტალურგი რუსთავი) is een Georgische voetbalclub uit de stad Roestavi. De club degradeerde in 2019 naar de Erovnuli Liga 2.

## Geschiedenis
De club werd in 2015 opgericht, nadat in dezelfde stad de voetbalclub Metaloerg Roestavi bankroet was verklaard. De twee clubs hebben geen relatie met elkaar. 

### Metaloerg Roestavi
Metaloerg Roestavi kende zijn oorsprong in de Sovjet-periode. Van 1990 tot 2005 wisselde de naam van die club een aantal keren tussen Gorda en Metaloerg. In 2006 fuseerde de club met FK Tbilisi en ging verder onder de naam FK Olimpi Roestavi. In 2011 veranderde de naam weer in Metaloerg. In 2015 werd de club bankroet verklaard.

## Erelijst
Metaloerg Roestavi tot 2014, FC Roestavi vanaf 2015.
- Landskampioen
  - 2007, 2010
- Georgische supercup
  - 2010

## Eindklasseringen (grafiek) vanaf 2007
Metaloerg Roestavi tot 2014, FC Roestavi vanaf 2015.
| 1 |

| 4 |

| 3 |

| 1 |

| 3 |

| 2 |

| 7 |

| 5 |

| 14 |

| 9 |

| 1 |

| 1 |

| 7 |

| 8 |

| 4 |

| 9 |

| 7 |

| 3 |

| 2 |

| Erovnuli Liga | Erovnuli Liga 2 | Liga 3 (Georgië) |

## In Europa

### Metaloerg Roestavi
#Q = #kwalificatieronde, T/U = Thuis/Uit, W = Wedstrijd, PUC = punten UEFA-coëfficiënten .
Uitslagen vanuit gezichtspunt Metaloerg Roestavi
| Seizoen                                                    | Competitie       | Ronde | Land                | Club               | Totaalscore | 1e W    | 2e W    | PUC |
| ---------------------------------------------------------- | ---------------- | ----- | ------------------- | ------------------ | ----------- | ------- | ------- | --- |
| 2007/08                                                    | Champions League | 1Q    | Vlag van Kazachstan | FC Astana          | 0-3         | 0-0 (T) | 0-3 (U) | 0.5 |
| 2009/10                                                    | Europa League    | 1Q    | Vlag van Faeröer    | B36 Tórshavn       | 4-0         | 2-0 (T) | 2-0 (U) | 2.0 |
|                                                            |                  | 2Q    | Vlag van Polen      | Legia Warschau     | 0-4         | 0-3 (U) | 0-1 (T) | 2.0 |
| 2010/11                                                    | Champions League | 2Q    | Vlag van Kazachstan | Aqtöbe FK          | 1-3         | 0-2 (U) | 1-1 (T) | 0.5 |
| 2011/12                                                    | Europa League    | 1Q    | Vlag van Armenië    | Banants Jerevan    | 2-1         | 1-0 (U) | 1-1 (T) | 3.0 |
|                                                            |                  | 2Q    | Vlag van Kazachstan | Irtysj Pavlodar    | 3-1         | 1-1 (T) | 2-0 (U) | 3.0 |
|                                                            |                  | 3Q    | Vlag van Frankrijk  | Stade Rennais      | 2-7         | 2-5 (T) | 0-2 (U) | 3.0 |
| 2012/13                                                    | Europa League    | 1Q    | Vlag van Albanië    | Teuta Durrës       | 9-1         | 3-0 (U) | 6-1 (T) | 2.0 |
|                                                            |                  | 2Q    | Vlag van Tsjechië   | FC Viktoria Pilsen | 1-5         | 1-3 (T) | 0-2 (U) | 2.0 |
| Totaal aantal behaalde punten voor UEFA-coëfficiënten: 8.0 |                  |       |                     |                    |             |         |         |     |

Zie ook
- Deelnemers UEFA-toernooien Georgië
- Eeuwige ranglijst van deelnemers UEFA-clubcompetities

FC Dinamo Tbilisi 2 ·
FC Gonio ·
Iberia 1999 2 · 
Lokomotivi Tbilisi ·
Merani Martvili ·
FK Mesjachte Tkiboeli ·
FC Roestavi ·
FC Samtredia ·
Sioni Bolnisi ·
Spaeri ·